# 吴爱民
吴爱民，男，中共黨員，中國大陸軍事人物、政治人物、中國人民解放军中將。

## 生平
曾任北京卫戍区副司令员、第38集团军参谋长、陆军总部陆军副参谋长，并于2015年7月晋升少将军衔。 
2019年6月起任中国人民解放军陆军第八十一集团军军长。2024年12月，升任陆军副司令员。